# Mitani

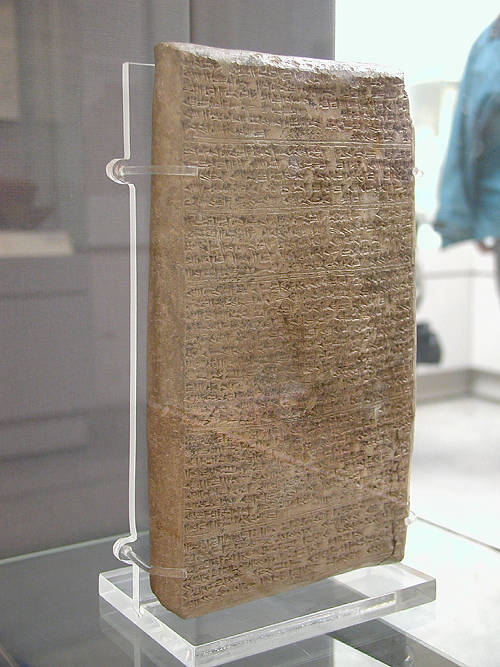
Tábua em cuneiforme contendo uma carta do rei Tusserata de Mitani para o faraó, atualmente no Museu Britânico

Mitani (Mi-ta-an-ni em fontes assírias; Hanigalbat, Khanigalbat cuneiforme Ḫa-ni-gal-bat) foi um reino Hurrita no noroeste e nordeste da Mesopotâmia de 1 600 a.C., até o auge de seu poder, no século XV a.C., abrangendo o que é hoje o sudeste da Turquia,  o nordeste da Síria, norte do Iraque (o que corresponderia ao chamado Curdistão), estabelecido em torno da capital Washshukanni, possivelmente a atual cidade de Al Hasakah no nordeste da Síria. Nos tempos Neoassírios, o nome era usado como um termo geográfico para a área entre o Rio Cabur e o Eufrates.

## Hurritas
Os hurritas foram um povo (mais corretamente, uma denominação linguística de implicações étnicas) que adentrou o Oriente Próximo provavelmente por volta da primeira metade do segundo milênio a.C., instalando-se no noroeste e no nordeste da Mesopotâmia, entre os rios Cabur e Eufrates. Devido à evidência linguística, os especialistas remontam suas origens às regiões montanhosas do alto Eufrates e da atual Turquia oriental, mas não da Península da Anatólia propriamente dita. Com efeito, os hurritas falavam uma língua que não era de matriz semítica nem indo-europeia, mas possivelmente parente de idiomas do Cáucaso, ou então, alternativamente, mais remotamente aparentada com o proto-indo-europeu, mas não era um membro direto dessa família linguística. Documentos antigos revelam a existência de pequenos estados hurritas no norte da Mesopotâmia por volta de 2 200 a.C.

## Primórdios
Durante o auge do Império Acádio de Naramsin, muitos reinos hurritas primitivos estiveram sob domínio dos acadianos, e assim permaneceram até a queda do Império Acádio (c. 2 190 a.C.). Os príncipes hurritas mantiveram as tradições e a língua acadianas após a queda do Império e se apresentavam como sucessores do poder de Acádia, buscando legitimar seu domínio monárquico. No período que antecede o estabelecimento de um grande reino hurrita, confrontos colocaram os hurritas contra reis da terceira dinastia de Ur. Ao final do século XIX a.C., os hurritas passaram para a órbita de influência do Império de Samsiadade I. Entre os séculos XVIII e XVII a.C. o desenvolvimento dos estados hurritas é virtualmente desconhecido, sobretudo devido à falta de documentação, que se torna bastante mais rara com a destruição de Mari e seus arquivos por Hamurabi nesta época.

## Estabelecimento de Mitani
Supõe-se que os estados hurritas independentes do século XIX a.C. se uniram gradualmente nos anos seguintes, conformando-se num Império de grandes dimensões até o século XVI a.C. Nesta época, documentos hititas e egípcios se referem a um grande poder hurrita estabelecido a leste do Eufrates. Os egípcios referem-se a esse reino pelo nome de Mitani, cuja origem etimológica é ainda confusa. Não se sabe se o nome é efetivamente hurrita, mas ele certamente partilha uma origem comum com o nome próprio “Maita”, que figura nos textos de Nuzi (atual Yorghun Tepe). Os nomes dos primeiros reis hurritas, aliás, são todos derivados do ramo indo-ariano das línguas indo-europeias, o que pode indicar (conforme uma opinião amplamente aceita na academia) a penetração de minorias de guerreiros arianos nas planícies do norte da Mesopotâmia e sua absorção como elite política e dinastia real nos reinos hurritas. O governante hurrita mais antigo de que temos registro foi Satuarna I.

## A expansão do reino de Mitani
Por volta do século XV a.C. o reino de Mitani inicia um processo de expansão, a princípio sobre os territórios que estavam anteriormente sob domínio ou influência dos Hititas. O rei Parratarna (r. c. 1 500–1 450 a.C.) e seus sucessores avançaram sobre a região entre o Eufrates e o Mediterrâneo, sobretudo as dependências sírias, aproveitando-se da fraqueza do Hati, dividido por lutas intestinas. Neste período, as fontes egípcias aplicam o termo “hurrita” às regiões que se estendem da Palestina à Síria. Por volta de 1 458 a.C., contudo, Tutemés III do Egito enfrentou príncipes de pequenos estados do Oriente Próximo, aliados de Mitani, num confronto pela supremacia política na região do corredor sírio-palestino, tendo sido vitorioso. No entanto, não conseguiu avançar o suficiente para forçar um confronto direto com os hurritas que, ao final do século quinze, alcançaram o ápice de seu desenvolvimento político sob o reinado de Saustatar. Este monarca conquistou, por exemplo, a cidade de Assur (capital da Assíria), embora não tenhamos informações adicionais sobre sua conquista. Relatos hurritas contam como Saustatar carregou ouro e prata saqueados de Assur para a então capital de Mitani, Wasshukkani (até hoje não identificada pelos arqueólogos).

## Política externa
Após o confronto com Tutemés III, Mitani deixou de ser visto como reino inimigo pelos egípcios e, com Tutemés IV (r. c.  1401–1391 a.C.), formou uma coalizão com o Egito contra os Hititas na Anatólia. A aliança foi selada com o casamento de uma princesa egípcia com um rei hurrita.

## Declínio e queda (c.1 350a.C.)
Com a ascensão de Aquenáton (r. 1353–1337 a.C.) ao poder no Egito, contudo, os faraós não mais se interessaram pela expansão dos hititas na Ásia e passaram a centrar suas atenções nos distúrbios político-religiosos internos. Com isso, Mitani se viu isolado num momento em que Hititas e Assírios aumentavam gradualmente seu poder militar, ameaçando seriamente as pretensões imperiais dos hurritas.  O rei de Mitani na época, Tusserata, teve sua legitimidade ao trono contestada por grupos internos, o que enfraqueceu a posição hurrita na Síria, logo reconquistada pelos hititas por volta de 1 350 a.C. Por fim, os assírios marcharam por toda a região norte da Mesopotâmia, anexando o que restara do Império de Mitani. Por volta de 1 200 a.C., a língua hurrita havia desaparecido dos registros cuneiformes.

## Cronologia
- 1 532 a.C. — Amósis I, faraó do Egito, continuou a guerra de expulsão dos hicsos, iniciada por seu pai, conseguindo seu objetivo após dez anos de guerra contra Camudi; termina os combates com vitória de Amósis. Ele expulsou os hicsos do Egito, perseguindo-os pela Canaã, Fenícia e Síria onde os hurritas talvez tivessem algum controle ou aliado, até a cidade de Carquemis junto ao rio Eufrates, onde se deteve em choque militar com um povo em marcha: os hurritas do Mitani. Teve início de uma série de conflitos que duraria 132 anos.
- 1 500 a.C. — inicia-se um longo período de guerras entre o Mitani e o Egito sobre os ricos territórios da Síria, Canaã e Fenícia; durante quase 132 anos ininterruptos os dois povos disputaram palmo a palmo as regiões em litígios — ora um Estado obtinha a supremacia, ora outro.
- Morre Telepinu, rei hitita. Após sua morte, pouco se sabe sobre os reis que lhe sucederam nos dois séculos que se seguiram. Por quase 130 anos a história dos hititas se tornou um hiato: foi um período de pouca atividade militar, política e cultural fora das fronteiras naturais da Ásia Menor, somente explicado pela ascensão dos hurritas do Mitani como potência local, entre a Ásia Menor, a Mesopotâmia e o Egito. Sucedendo a uma seqüência de reis fracos da qual Telipinu fora o último, assume o novo rei hitita, Supiluliumas I, que inicia um novo período de glória na história dos hititas.
- 1 459 a.C. — logo após a morte de Hatexepsute, Tutemés III lançou-se em combate pela Ásia para recuperar os territórios perdidos para os mitanitas, em 17 campanhas militares entre esse ano até o ano de 1 439 a.C.; recuperou Canaã de imediato, mas teve de lutar bastante na Síria, onde os mitanitas haviam estabelecido fortes posições; o conflito durou mais de uma geração. Tutemés teve de renunciar aos pontos mais distantes do Eufrates, fixando a fronteira com os mitanitas entre a Síria e Canaã. Lançou-se também em campanhas contra a Núbia, onde estabeleceu a capital provincial em Napata, perto da 4.ª Catarata.
- 1 423 a.C. — Amenófis II, assume o trono do Egito devido à morte de seu pai. Teve necessidade de afirmar sua autoridade. Seus feitos militares não passaram de demonstração de força para intimidar aqueles que conspiravam contra o seu reinado. Atacou a Síria em poder dos mitanitas, entretanto o resultado foi duvidoso, uma vez que o Egito perdeu terreno na região. O ataque foi uma resposta às constantes incursões das tropas do Mitani em territórios egípcios e uma advertência às outras potências da região — hititas e babilônios que vinham se recuperando de um período de fraqueza.
- 1 414 a.C. — no nono ano de seu governo, Amenófis recebeu presentes das outras três potências da época: hurritas, hititas e babilônios. Era um sinal de possível acordo diplomático entre os quatro grandes impérios na região. Os hititas e os babilônios vinham se recuperando de um período de relativa fraqueza, enquanto os hurritas estavam no auge de seu poder.
- 1 410 a.C. — na Mesopotâmia, o sumo-sacerdote da cidade de Assur, na Assíria, faz-se aclamar rei, submetendo-se à vassalagem aos hurritas do Mitani.
- 1 400 a.C. — os hurritas do Mitani ofereceram a paz ao Egito; de inimigos, tornaram-se aliados, cedendo-lhe os territórios em disputa. Isso porque os hititas começaram a sua expansão através de suas fronteiras ao norte da Mesopotâmia, agora decididos a construir um império na Ásia. Esse acordo evitava guerra em duas frentes, concentrando a luta contra os novos vizinhos com quem disputavam a Anatólia, a Cilícia e a Síria. Provavelmente foi Arnuwandas II quem iniciou esse primeiro ataque fora das fronteiras naturais da Anatólia. Apesar da fraqueza dos reis hititas entre os anos de 1 590 a 1 375 a.C., eles conseguiram preservar os domínios hititas de mudanças fundamentais, embora o império sofresse constante pressão externa dos hurritas do Mitani. Para a sorte da terra de Hati, os hurritas sofriam concorrência dos egípcios pelo controle da Síria e Fenícia, aliviando a pressão sobre eles, dando-lhes condições de manter-se frente aos mitanitas.
- 1 396 a.C. — na Mesopotâmia, com a destruição gradativa do poder dos hurritas pelos hititas, o rei de Assur reconquista os territórios assírios aumentando gradativamente o seu poder.
- 1386 a.C — Eriba-Adad I torna-se rei da Assíria; aliando-se aos hititas na Mesopotâmia contra os hurritas do Mittani, vai ocupando os territórios dos mitanitas à medida que estes são vencidos pelos hititas. É o início do poder da Assíria.
- 1 370 a.C. — fim do reino do Mitani; os hititas liderados por Shuppiluliumas, dispondo dos mesmos recursos e técnicas militares semelhantes aos hurritas, arrasaram a capital desse reino — a cidade de Nuzi — e, embora a saqueassem, não escravizaram sua população. Numa só batalha todo o reino foi submetido e seus súditos enfileirados nos exércitos hititas. Os hurritas foram tratados como povo federado ao Império dos Hititas, pois ambos pertenciam à mesma etnia. Também era a política de evitar a revolta dos povos submetidos. Seu líder subtraiu do território dos hurritas a Síria e a região da cidade de Carquemis, fundando diversos pequenos reinos, entregando-os a seus filhos. Essa vitória se deveu ao rei hitita Shuppiluliumas e ao novo minério até então desconhecido para eles: o ferro — somente os hititas conheciam a fonte da matéria-prima e a técnica de fundi-lo para a forja adicionando-lhe oxigênio. Com a destruição do Mitani, os hititas ocuparam suas terras entre o rio Tigre e o Orontes, e passam a disputar com o Egito os territórios da Síria-Canaã e Fenícia; os assírios reconquistaram a independência de Nínive e todos os territórios na Mesopotâmia que antes lhes pertenciam, ocupando o norte e o centro da região, fundando o que viria a ser por 747 anos o Império Assírio.